# Oberto, San Bonifacio grófja
Az Oberto, San Bonifacio grófja (olaszul Oberto, Conte di San Bonifacio) Giuseppe Verdi egyik kétfelvonásos operája. Szövegkönyvét Temistocle Solera és Antonio Piazza írták. Első bemutatója 1839. november 17-én volt a milánói La Scala operaházban.

## Szereplők
| Szereplő                          | Hangfekvés   |
| --------------------------------- | ------------ |
| Cuniza, Ezzelino da Romano nővére | szoprán      |
| Imelda, bizalmasa                 | mezzoszoprán |
| Riccardo, Salinguerra grófja      | tenor        |
| Oberto, San Bonifacio grófja      | basszus      |
| Leonora, a lánya                  | szoprán      |
| Nemesek és úrhölgyek, szolgák     |              |

## Cselekmény
Az opera Bassanóban játszódik, 1228-ban.

### Első felvonás
Riccardo, Leonora egykori szeretője esküvőjét tervezi Cunizával, akit balsejtelmek gyötörnek. Leonora találkozik apjával, aki elkíséri Ezzelino várába, ahol ismét találkozik Riccardóval. Cuniza megismeri Riccardo és Leonora közös múltját és ezt a gróf szemére is veti. Oberto lányának védelmére kel és meg akarja bosszulni, a lányát ért hűtlenséget. Cuniza visszautasítja Riccardót, akit időközben Oberto párbajra hív. Cuniza közbelép és bocsánatát ajánlja, ha Riccardo feleségül veszi Leonorát. Riccardo látszólag beleegyezik.

### Második felvonás
A kastély kertjében Riccardo találkozik Obertóval. El akarja kerülni a párbajt, de Oberto visszautasítja. A párbaj közben belép Leonora és Cuniza. Cuniza még egyszer megbocsátásának ad hangot, Leonora örömét azonban Oberto halála árnyékolja be. Riccardo elmenekül és később levelet ír Leonorának, melyben ráhagyja minden vagyonát bocsánatáért cserébe. Cuniza megpróbálja megnyugtatni, de Leonora, akit lelkiismeretfurdalás gyötör, kolostorba vonul vissza.

## Híres áriák, zeneművek
- Son fra voi! Già sorto è il giorno…Già parmi udire il fremito - Riccardo (első felvonás)
- Sotto il paterno tetto…Oh potessi nel mio core - Leonora (első felvonás)
- L'orror del tradimento…M tu superbo giovane - Oberto (első felvonás)
- Parmi che al fin quest' anima…Da tanta gioia assorta - Cuniza (első felvonás)
- Oh, chi torna l'ardente pensiero?…Più che i vezzi e lo splendore - Cuniza (második felvonás)
- Ciel che feci? - Riccardo (második felvonás)